# Garchinger Heide

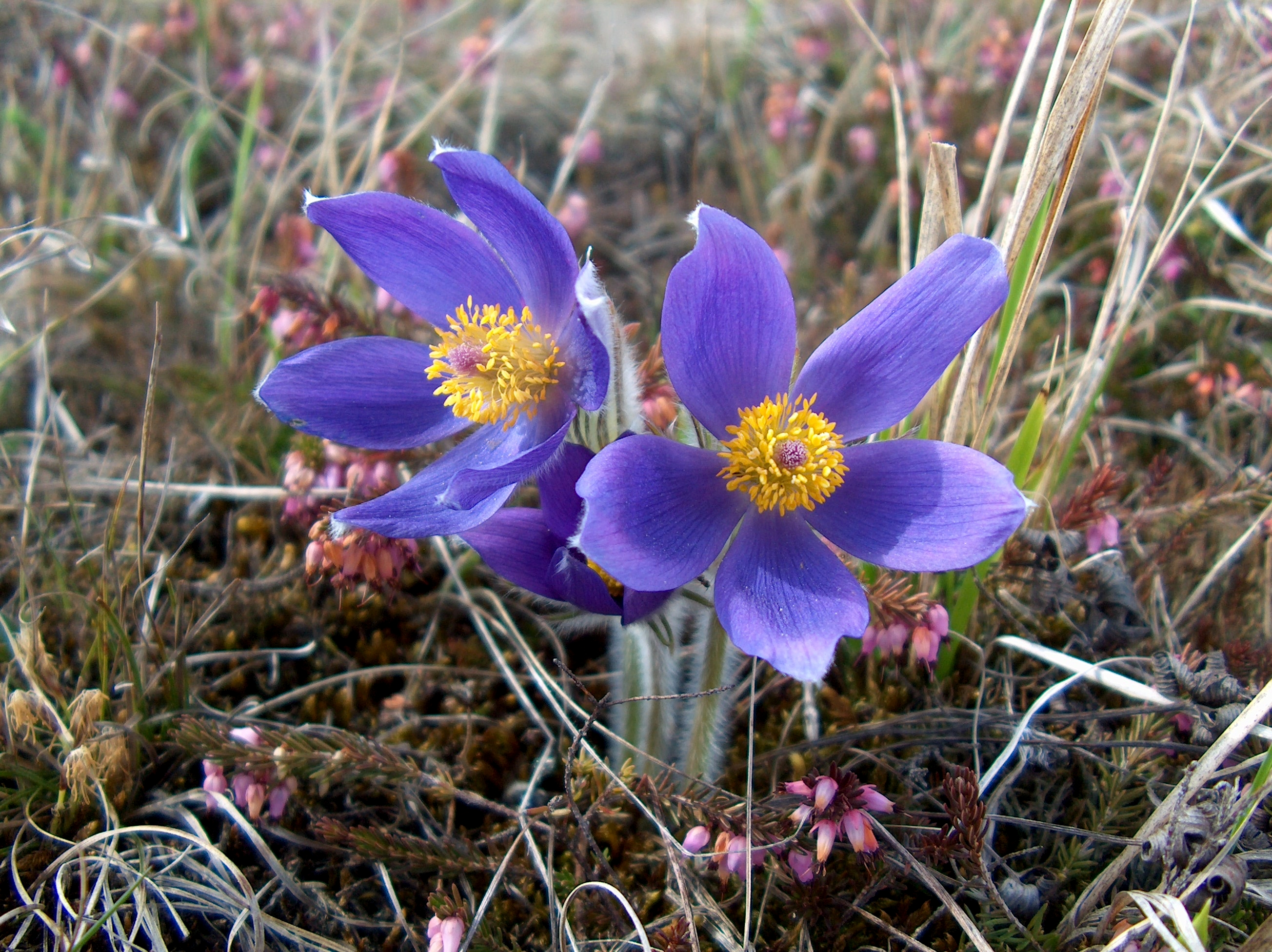
Kuhschelle mit Schneeheide

Das Naturschutzgebiet Garchinger Heide befindet sich auf dem Gebiet und südöstlich der Gemeinde Eching im Landkreis Freising (Bayern). Sie wurde 1854 erstmals botanisch beschrieben und 1908 begann die Bayerische Botanische Gesellschaft mittels Spenden Flächen anzukaufen. So konnte die Gesellschaft 27 ha erwerben (Stand: 2015). Seit 1942 steht das Gebiet unter Naturschutz und hat heute die Kennung NSG-00389.01.
Mit 218 nachgewiesenen Pflanzenarten, von denen mehr als 50 auf der Roten Liste gefährdeter Arten stehen – darunter die Finger-Kuhschelle (Pulsatilla patens), die deutschlandweit nur noch hier vorkommt und nach der FFH-Richtlinie (Anhang II) geschützt ist – 40 Flechten, von denen 12 auf der Roten Liste stehen, 34 Moose, Pilze und einer Vielzahl von Tierarten hat diese Heidefläche überregionale Bedeutung.

## Gebietsbeschreibung
Wegen der Kombination aus Trockenheit und Nährstoffmangel haben sich in der Garchinger Heide Pflanzenarten erhalten, die andernorts durch konkurrenzstärkere Arten verdrängt wurden. Diese stammen aus sehr unterschiedlichen botanischen Großregionen. Während der Eiszeiten wanderten alpine Arten aus den vergletscherten Bergen in das Vorland. Zudem breiteten sich submediterrane Arten über die Provence und das westliche Alpenvorland bis ins heutige Bayern aus. Eine weitere Wanderbewegung kommt aus dem Südosten, wo pontische Florenelemente aus der Schwarzmeerregion bis ins Gebiet kamen. Außerdem gibt es Pflanzenarten der pannonischen Steppen Ungarns, die sich während der Eiszeiten bis zur Garchinger Heide verbreiteten.
Diese Kombination mit Arten aus vier Großregionen ist einmalig und die Garchinger Heide und ihr Umfeld sind der letzte verbleibende Rest dieser Landschaft, die noch im Jahr 1850 15.000 ha groß war.
Das Klima im Bereich des Naturschutzgebiets ist schwach subkontinental mit einem sommerlichen Niederschlagsmaximum. Der durchschnittliche Jahresniederschlag liegt bei 883 mm und die Jahresmitteltemperatur bei 9 °C mit einem mittleren Minimum im Januar von -2 °C und einem mittleren Maximum im Juli von 18 °C.

## Entstehung und frühere Nutzung

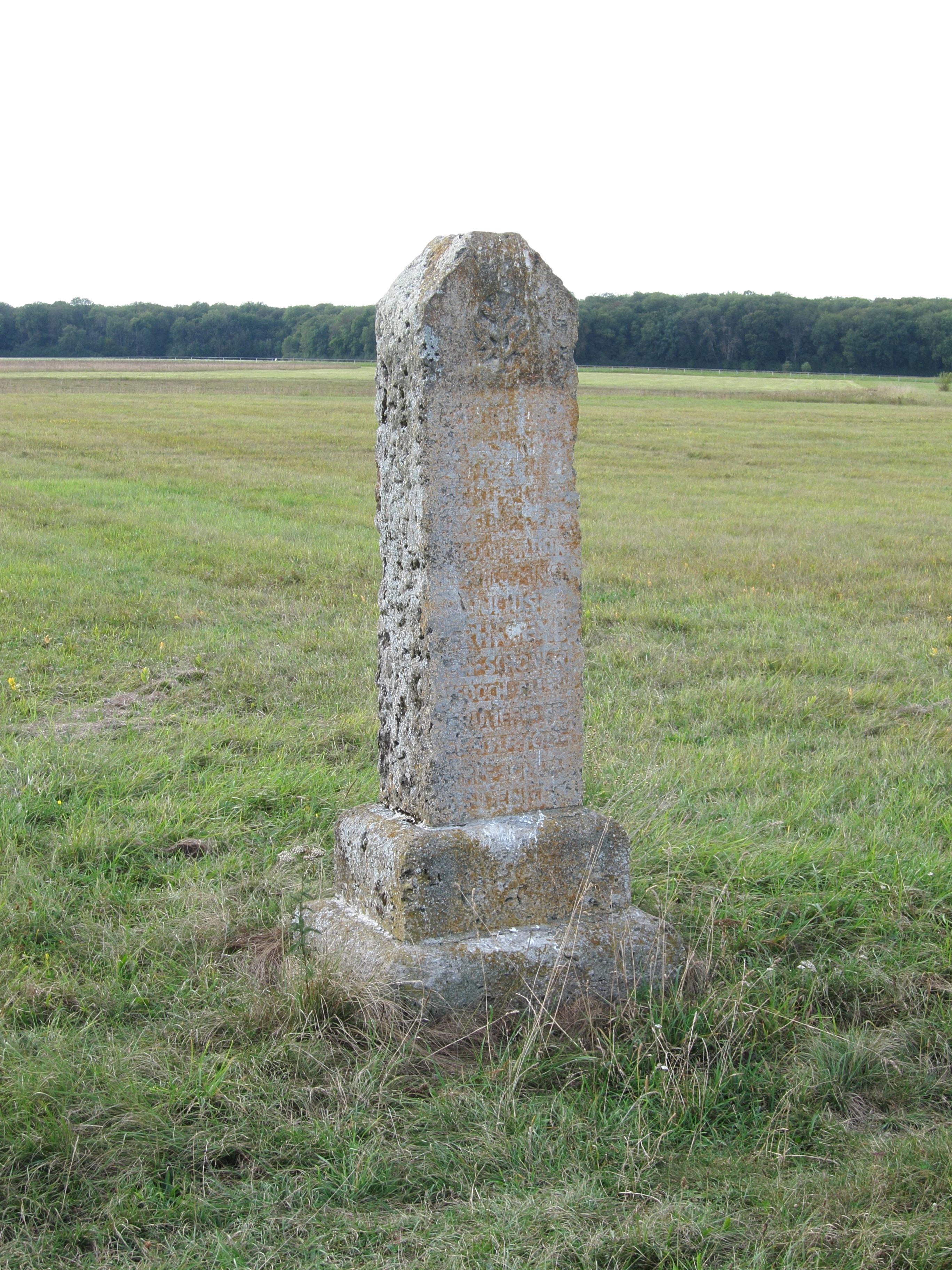
Gedenkstein für einen verunglückten Reiter von 1908

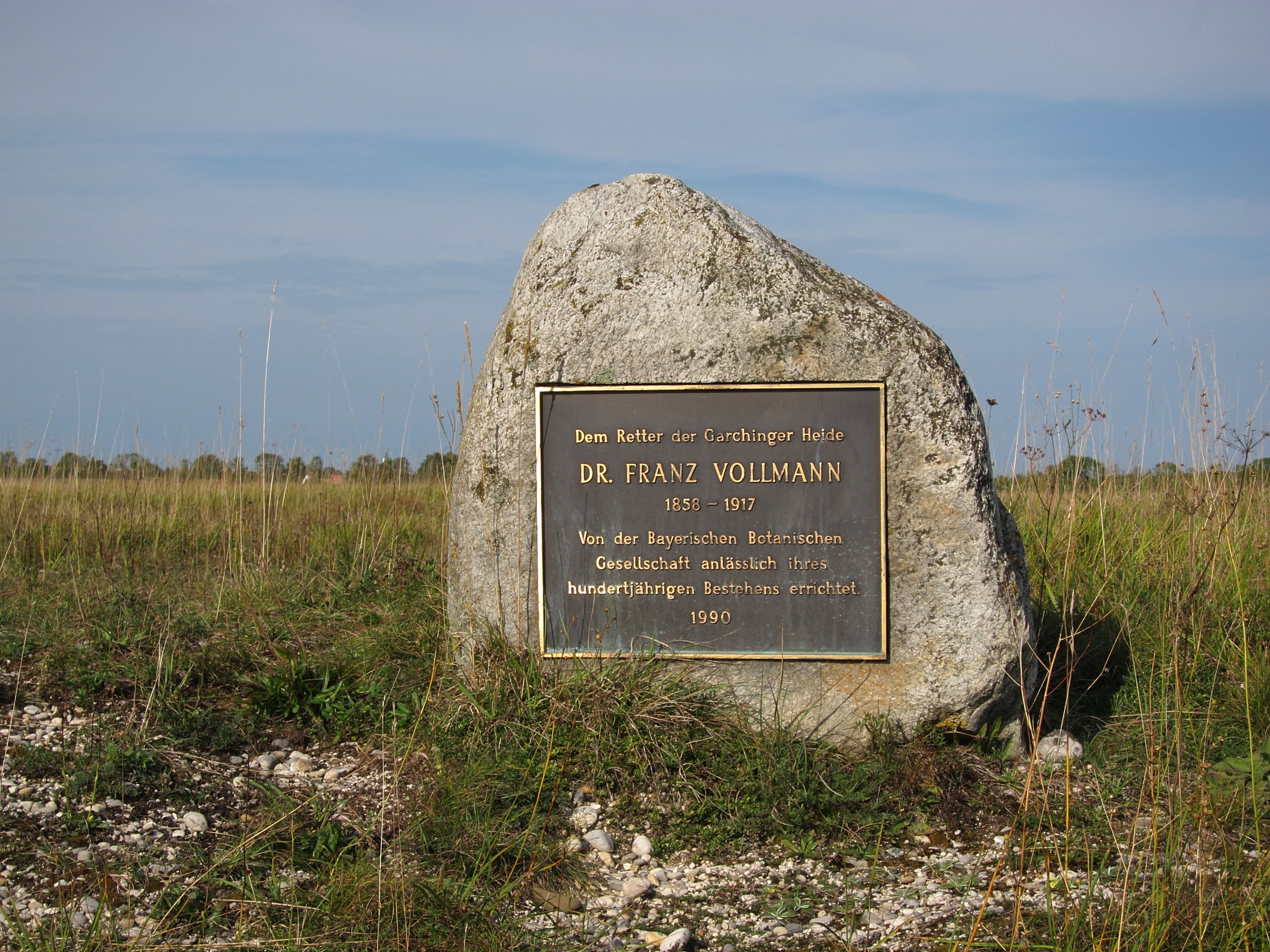
Gedenkstein für Franz Vollmann (1858–1917), den „Retter der Garchinger Heide“

Die Garchinger Heide ist ein Relikt der Kulturlandschaft, die ehemals den gesamten Norden der Münchner Schotterebene bedeckte. Sie verdankt ihr Erscheinungsbild den Schottern, die am Ende der Eiszeiten durch die abschmelzenden Gletscher und deren gewaltige Wassermassen in die Ebene hinausgetragen wurden. Der Schotter ist ein Trockenstandort, weil Wasser schnell in das tief liegende Grundwasser versickert und nährstoffarm, weil bis zur Verfügbarkeit von Kunstdünger kaum Nährstoffe in das Gebiet eingebracht wurden.
Aus der Bronzezeit (1800–1000 vor Chr.) stammen zwei Hügelgräbergruppen im Nordosten und Südosten des Naturschutzgebietes. Die Bajuwaren legten auf den kargen Böden im frühen Mittelalter Hochäcker an, deren Reste noch im Osten des Naturschutzgebiets zu sehen sind. Durch die Nutzung als allgemeines Weideland (Allmende) bis zum Ende des 19. Jahrhunderts für Schafe, Rinder, Ziegen und Schweine oder einschürige Mähwiese entstand der landschaftsprägende niederwüchsige Kalkmagerrasen, der nur vereinzelt durch Hecken und Gehölze unterbrochen wurde. Die Umwandlung in Acker begann nach der Aufteilung der Allmende auf die dortigen Bauern gegen Ende des 19. Jahrhunderts. Zwischen 1907 und 1914 kaufte die Bayerische Botanische Gesellschaft 23 ha Land, um die Umwandlung in Ackerland zu verhindern. Erst 1942 wurde die Fläche offiziell als Naturschutzgebiet „Garchinger Heide“ ausgewiesen, aber in den letzten Kriegsmonaten 1945 begannen Zwangsarbeiter aus dem Konzentrationslager Dachau die oberste Kiesschicht von Hand abzutragen, um ein 40 m breites und 300 bis 400 m langes Rollfeld für den Militärflughafen Schleißheim zu schaffen. Neben dem Rollfeld wurden Schützenlöcher von etwa 1 m² ausgehoben, die heute noch einen halben Meter tief sind.
Durch weitere Flächenankäufe in den Jahren 1933, 1959 (ehemaliger Acker Ost) und in den 1960er Jahren (ehemaliger Acker Ost) umfasst die Garchinger Heide heute 27,13 ha, davon 26,89 ha als Naturschutzgebiet. Innerhalb des Naturschutzgebietes wurde auf zwei Flächen neben dem Rollfeld im Jahr 1980 (1829 m²) und 2000 der Oberboden abgetragen und auf dem südwestlichen Rollfeld wurde Kies aufgetragen. Im Jahr 1993 wurden in der nahen Umgebung der Garchinger Heide neue Kalkmagerrasen durch Oberbodenabtrag und Mähgutübertragung angelegt.

## Flora

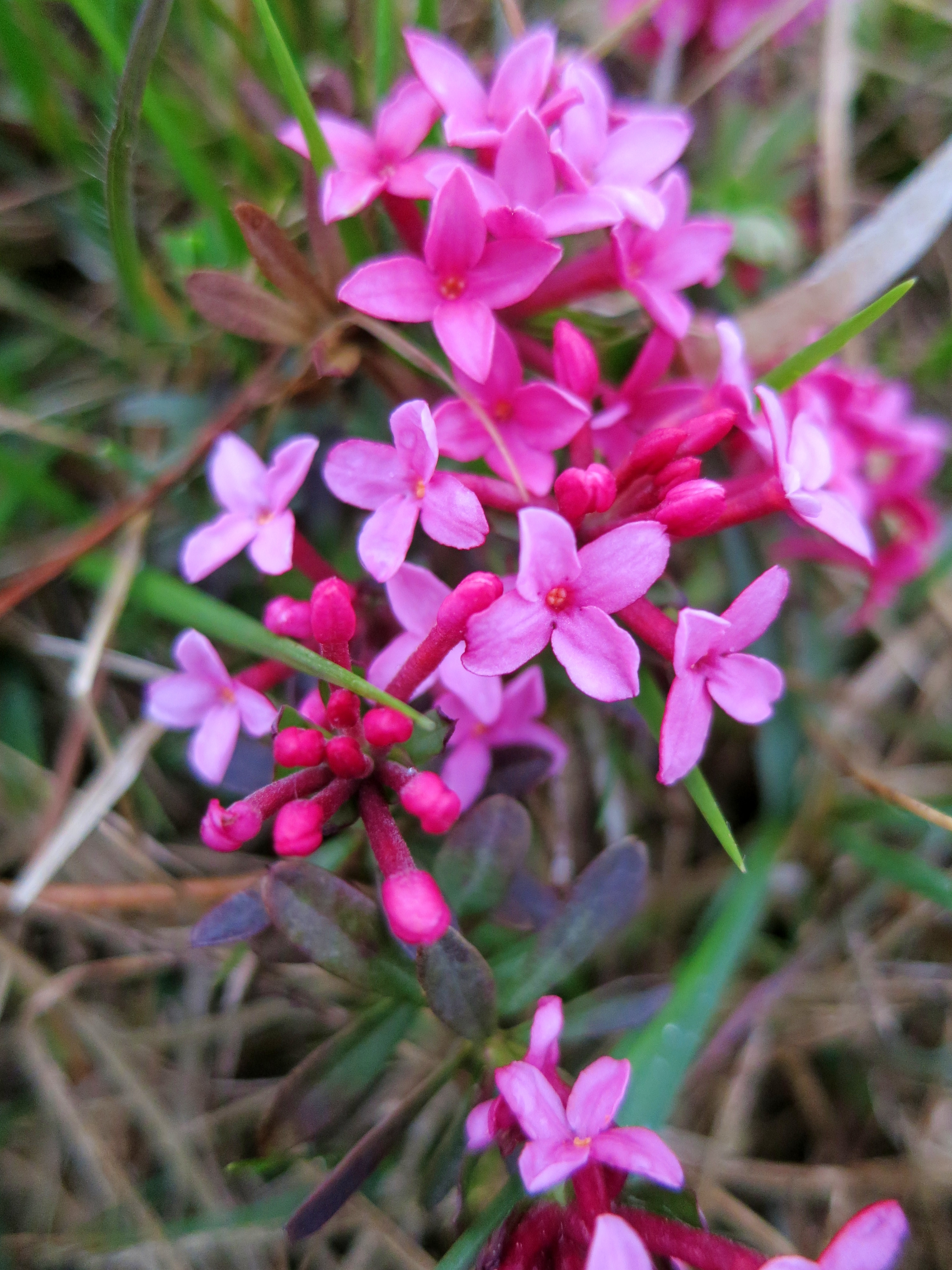
Rosmarin-Seidelbast (Daphne cneorum)

Die Einzigartigkeit der Garchinger Heide machen Pflanzen aus verschiedenen Florengebieten aus, wie die submediterranen Arten Hügel-Meier (Asperula cynanchica), Kelch-Traubenhafer (Danthonia alpina) und Hufeisenklee (Hippocrepis comosa), alpine Arten wie Clusius-Enzian (Gentiana clusii) und Herzblättrige Kugelblume (Globularia cordifolia) oder pontische Arten wie Frühlings-Adonisröschen (Adonis vernalis) und Finger-Kuhschelle (Pulsatilla patens).
| Wissenschaftlicher Name                | Deutscher Name                                        | Familie                               |
| -------------------------------------- | ----------------------------------------------------- | ------------------------------------- |
| Achillea millefolium agg.              | Gemeine Schafgarbe                                    | Korbblütler (Asteraceae)              |
| Adonis vernalis                        | Frühlings-Adonisröschen                               | Hahnenfußgewächse (Ranunculaceae)     |
| Agrimonia eupatoria                    | Gemeiner Odermennig                                   | Rosengewächse (Rosaceae)              |
| Agrostis tenuis                        | Rotes Straußgras                                      | Süßgräser (Poaceae)                   |
| Agropyron repens                       | Kriech-Quecke                                         | Süßgräser (Poaceae)                   |
| Ajuga genevensis                       | Genfer Günsel                                         | Lippenblütler (Lamiaceae)             |
| Allium carinatum                       | Kiel-Lauch                                            | Amaryllisgewächse (Amaryllidaceae)    |
| Alyssum alyssoides                     | Kelch-Steinkraut                                      | Kreuzblütler (Brassicaceae)           |
| Antennaria dioica                      | Katzenpfötchen                                        | Korbblütler (Asteraceae)              |
| Anthericum ramosum                     | Rispige Graslilie                                     | Spargelgewächse (Asparagaceae)        |
| Anthyllis vulneraria                   | Echter Wundklee                                       | Hülsenfrüchtler (Fabaceae)            |
| Arabis hirsuta                         | Rauhaarige Gänsekresse                                | Kreuzblütler (Brassicaceae)           |
| Arenaria serpyllifolia                 | Quendel-Sandkraut                                     | Nelkengewächse (Caryophyllaceae)      |
| Arrhenatherum elatius                  | Gewöhnlicher Glatthafer                               | Süßgräser (Poaceae)                   |
| Asperula cynanchica                    | Hügel-Meier                                           | Rötegewächse (Rubiaceae)              |
| Asperula tinctoria                     | Färber-Meier                                          | Rötegewächse (Rubiaceae)              |
| Aster amellus                          | Berg-Aster                                            | Korbblütler (Asteraceae)              |
| Aster linisyris                        | Gold-Aster                                            | Korbblütler (Asteraceae)              |
| Avena pratensis                        | Echter Wiesenhafer                                    | Süßgräser (Poaceae)                   |
| Avena pubescens                        | Flaumiger Wiesenhafer                                 | Süßgräser (Poaceae)                   |
| Bartschia alpina                       | Alpenhelm                                             | Sommerwurzgewächse (Orobanchaceae)    |
| Biscutella laevigata                   | Glatt-Brillenschötchen                                | Kreuzblütler (Brassicaceae)           |
| Brachypodium pinnatum agg.             | Fieder-Zwenke                                         | Süßgräser (Poaceae)                   |
| Briza media                            | Mittleres Zittergras                                  | Süßgräser (Poaceae)                   |
| Bromus erectus                         | Aufrechte Trespe                                      | Süßgräser (Poaceae)                   |
| Buphthalmum salicifolium               | Ochsenauge                                            | Korbblütler (Asteraceae)              |
| Calamintha alpina                      | Alpen-Steinquendel                                    | Lippenblütler (Lamiaceae)             |
| Campanula glomerata                    | Knäuel-Glockenblume                                   | Glockenblumengewächse (Campanulaceae) |
| Campanula patula                       | Wiesen-Glockenblume                                   | Glockenblumengewächse (Campanulaceae) |
| Campanula rotundifolia                 | Rundblättrige Glockenblume                            | Glockenblumengewächse (Campanulaceae) |
| Carduus defloratus                     | Alpen-Distel                                          | Korbblütler (Asteraceae)              |
| Carex caryophyllea                     | Frühlings-Segge                                       | Sauergrasgewächse (Cyperaceae)        |
| Carex ericetorum                       | Heide-Segge                                           | Sauergrasgewächse (Cyperaceae)        |
| Carex flacca                           | Blaugrüne Segge                                       | Sauergrasgewächse (Cyperaceae)        |
| Carex humilis                          | Erd-Segge                                             | Sauergrasgewächse (Cyperaceae)        |
| Carex montana                          | Berg-Segge                                            | Sauergrasgewächse (Cyperaceae)        |
| Carlina acaulis                        | Silberdistel                                          | Korbblütler (Asteraceae)              |
| Centaurea jacea subsp. angustifolia    | Wiesen-Flockenblume / Schmalblatt-Wiesen-Flockenblume | Korbblütler (Asteraceae)              |
| Centaurea jacea subsp. pannonica       | Ungarische Flockenblume                               | Korbblütler (Asteraceae)              |
| Centaurea scabiosa                     | Skabiosen-Flockenblume                                | Korbblütler (Asteraceae)              |
| Centaurea triumfetti                   | Filz-Flockenblume                                     | Korbblütler (Asteraceae)              |
| Cerastium arvense                      | Acker-Hornkraut                                       | Nelkengewächse (Caryophyllaceae)      |
| Cerastium holosteoides                 | Gewöhnliches Hornkraut                                | Nelkengewächse (Caryophyllaceae)      |
| Chaenorrhinum minus                    | Kleines Leinkraut                                     | Wegerichgewächse (Plantaginaceae)     |
| Chamaecytisus ratisbonensis            | Regensburger Zwergginster                             | Hülsenfrüchtler (Fabaceae)            |
| Cirsium arvense                        | Acker-Kratzdistel                                     | Korbblütler (Asteraceae)              |
| Convolvulus arvensis                   | Acker-Winde                                           | Windengewächse (Convolvulaceae)       |
| Coronilla vaginalis                    | Scheiden-Kronwicke                                    | Hülsenfrüchtler (Fabaceae)            |
| Coronilla varia                        | Bunte Kronwicke                                       | Hülsenfrüchtler (Fabaceae)            |
| Crepis alpestris                       | Alpen-Pippau                                          | Korbblütler (Asteraceae)              |
| Crepis praemorsa                       | Abgebissener Pippau                                   | Korbblütler (Asteraceae)              |
| Cuscuta epithymum                      | Quendel-Seide                                         | Windengewächse (Convolvulaceae)       |
| Dactylis glomerata                     | Gewöhnliches Knäuelgras                               | Süßgräser (Poaceae)                   |
| Danthonia decumbens                    | Dreizahn                                              | Süßgräser (Poaceae)                   |
| Danthonia alpina                       | Kelch-Traubenhafer                                    | Süßgräser (Poaceae)                   |
| Daphne cneorum                         | Rosmarin-Seidelbast                                   | Seidelbastgewächse (Thymelaeaceae)    |
| Dianthus carthusianorum                | Kartäusernelke                                        | Nelkengewächse (Caryophyllaceae)      |
| Dryas octopetala                       | Silberwurz                                            | Rosengewächse (Rosaceae)              |
| Echium vulgare                         | Gewöhnlicher Natternkopf                              | Raublattgewächse (Boraginaceae)       |
| Erica herbacea                         | Schneeheide                                           | Heidekrautgewächse (Ericaceae)        |
| Euphorbia cyparissias                  | Zypressen-Wolfsmilch                                  | Wolfsmilchgewächse (Euphorbiaceae)    |
| Euphorbia verrucosa                    | Warzen-Wolfsmilch                                     | Wolfsmilchgewächse (Euphorbiaceae)    |
| Euphrasia rostkoviana                  | Gemeiner Augentrost                                   | Sommerwurzgewächse (Orobanchaceae)    |
| Euphrasia salisburgensis               | Salzburger Augentrost                                 | Sommerwurzgewächse (Orobanchaceae)    |
| Festuca spp.                           | Schwingel                                             | Süßgräser (Poaceae)                   |
| Filipendula vulgaris                   | Kleines Mädesüß                                       | Rosengewächse (Rosaceae)              |
| Galium boreale                         | Nordisches Labkraut                                   | Rötegewächse (Rubiaceae)              |
| Galium album                           | Weißes Labkraut                                       | Rötegewächse (Rubiaceae)              |
| Galium pumilum                         | Triften-Labkraut                                      | Rötegewächse (Rubiaceae)              |
| Galium verum                           | Echtes Labkraut                                       | Rötegewächse (Rubiaceae)              |
| Genista tinctoria                      | Färber-Ginster                                        | Hülsenfrüchtler (Fabaceae)            |
| Gentiana ciliata                       | Gewöhnlicher Fransenenzian                            | Enziangewächse (Gentianaceae)         |
| Gentiana clusii                        | Clusius-Enzian                                        | Enziangewächse (Gentianaceae)         |
| Gentiana verna                         | Frühlings-Enzian                                      | Enziangewächse (Gentianaceae)         |
| Gentianella germanica                  | Deutscher Fransenenzian                               | Enziangewächse (Gentianaceae)         |
| Geranium columbinum                    | Stein-Storchschnabel                                  | Storchschnabelgewächse (Geraniaceae)  |
| Globularia cordifolia                  | Herzblättrige Kugelblume                              | Wegerichgewächse (Plantaginaceae)     |
| Globularia bisnagarica                 | Echte Kugelblume                                      | Wegerichgewächse (Plantaginaceae)     |
| Helianthemum nummularium               | Gewöhnliches Sonnenröschen                            | Zistrosengewächse (Cistaceae)         |
| Helianthemum ovatum                    | Großblütiges Sonnenröschen                            | Zistrosengewächse (Cistaceae)         |
| Hieracium hoppeanum                    | Hoppes Habichtskraut                                  | Korbblütler (Asteraceae)              |
| Hieracium pilosella                    | Kleines Habichtskraut                                 | Korbblütler (Asteraceae)              |
| Hieracium piloselloides                | Florentiner Habichtskraut                             | Korbblütler (Asteraceae)              |
| Hippocrepis comosa                     | Gewöhnlicher Hufeisenklee                             | Hülsenfrüchtler (Fabaceae)            |
| Hypericum perforatum                   | Echtes Johanniskraut                                  | Johanniskrautgewächse (Hypericaceae)  |
| Hypochaeris maculata                   | Geflecktes Ferkelkraut                                | Korbblütler (Asteraceae)              |
| Inula hirta                            | Rauer Alant                                           | Korbblütler (Asteraceae)              |
| Iris variegata                         | Bunte Schwertlilie                                    | Schwertliliengewächse (Iridaceae)     |
| Jacobaea vulgaris                      | Jakobs-Greiskraut                                     | Korbblütler (Asteraceae)              |
| Knautia arvensis                       | Acker-Witwenblume                                     | Geißblattgewächse (Caprifoliaceae)    |
| Koeleria macrantha                     | Zierliches Schillergras                               | Süßgräser (Poaceae)                   |
| Koeleria pyramidata                    | Großes Schillergras                                   | Süßgräser (Poaceae)                   |
| Leontodon hispidus                     | Steifhaariger Löwenzahn                               | Korbblütler (Asteraceae)              |
| Leontodon incanus                      | Grauer Löwenzahn                                      | Korbblütler (Asteraceae)              |
| Leucanthemum ircutianum                | Fettwiesen-Margerite                                  | Korbblütler (Asteraceae)              |
| Linaria vulgaris                       | Echtes Leinkraut                                      | Wegerichgewächse (Plantaginaceae)     |
| Linum catharticum                      | Purgier-Lein                                          | Leingewächse (Linaceae)               |
| Linum perenne                          | Ausdauernder Lein                                     | Leingewächse (Linaceae)               |
| Lotus corniculatus subsp. corniculatus | Gewöhnlicher Hornklee                                 | Hülsenfrüchtler (Fabaceae)            |
| Lotus corniculatus subsp. hirsutus     |                                                       | Hülsenfrüchtler (Fabaceae)            |
| Lotus germanicus                       | Seiden-Backenklee                                     | Hülsenfrüchtler (Fabaceae)            |
| Medicago lupulina                      | Hopfenklee                                            | Hülsenfrüchtler (Fabaceae)            |
| Melilotus officinalis                  | Gelber Steinklee                                      | Hülsenfrüchtler (Fabaceae)            |
| Minuartia fastigiata (Minuartia rubra) | Büschel-Miere                                         | Nelkengewächse (Caryophyllaceae)      |
| Molinia caerulea agg.                  | Blaues Pfeifengras                                    | Süßgräser (Poaceae)                   |
| Ononis repens                          | Kriechende Hauhechel                                  | Hülsenfrüchtler (Fabaceae)            |
| Orchis morio                           | Kleines Knabenkraut                                   | Orchideen (Orchidaceae)               |
| Orchis ustulata                        | Brandknabenkraut                                      | Orchideen (Orchidaceae)               |
| Peucedanum oreoselinum                 | Berg-Haarstrang                                       | Doldenblütler (Apiaceae)              |
| Pimpinella saxifraga                   | Kleine Bibernelle                                     | Doldenblütler (Apiaceae)              |
| Plantago lanceolata                    | Spitzwegerich                                         | Wegerichgewächse (Plantaginaceae)     |
| Plantago media                         | Mittlerer Wegerich                                    | Wegerichgewächse (Plantaginaceae)     |
| Platanthera bifolia                    | Zweiblättrige Waldhyazinthe                           | Orchideen (Orchidaceae)               |
| Poa pratensis                          | Wiesen-Rispengras                                     | Süßgräser (Poaceae)                   |
| Polygala amarella                      | Sumpf-Kreuzblume                                      | Kreuzblumengewächse                   |
| Polygala chamaebuxus                   | Buchs-Kreuzblume                                      | Kreuzblumengewächse                   |
| Polygala vulgaris                      | Gewöhnliche Kreuzblume                                | Kreuzblumengewächse                   |
| Polygonatum odoratum                   | Echtes Salomonssiegel                                 | Spargelgewächse (Asparagaceae)        |
| Polygonum viviparum                    | Knöllchen-Knöterich                                   | Spargelgewächse (Asparagaceae)        |
| Potentilla alba                        | Weißes Fingerkraut                                    | Rosengewächse (Rosaceae)              |
| Potentilla anserina                    | Gänsefingerkraut                                      | Rosengewächse (Rosaceae)              |
| Potentilla arenaria                    | Sand-Fingerkraut                                      | Rosengewächse (Rosaceae)              |
| Potentilla heptaphylla                 | Rötliches Fingerkraut                                 | Rosengewächse (Rosaceae)              |
| Primula veris                          | Echte Schlüsselblume                                  | Primelgewächse (Primulaceae)          |
| Prunella grandiflora                   | Großblütige Braunelle                                 | Lippenblütler (Lamiaceae)             |
| Pulsatilla patens                      | Finger-Kuhschelle                                     | Hahnenfußgewächse (Ranunculaceae)     |
| Pulsatilla vulgaris agg.               | Gewöhnliche Kuhschelle                                | Hahnenfußgewächse (Ranunculaceae)     |
| Ranunculus bulbosus                    | Knolliger Hahnenfuß                                   | Hahnenfußgewächse (Ranunculaceae)     |
| Ranunculus nemorosus                   | Wald-Hahnenfuß                                        | Hahnenfußgewächse (Ranunculaceae)     |
| Reseda lutea                           | Gelber Wau                                            | Resedagewächse (Resedaceae)           |
| Rhamnus saxatilis                      | Felsen-Kreuzdorn                                      | Kreuzdorngewächse (Rhamnaceae)        |
| Rhinanthus angustifolius               | Großer Klappertopf                                    | Sommerwurzgewächse (Orobanchaceae)    |
| Rhinanthus glacialis                   | Grannen-Klappertopf                                   | Sommerwurzgewächse (Orobanchaceae)    |
| Rubus caesius                          | Kratzbeere                                            | Rosengewächse (Rosaceae)              |
| Salvia pratensis                       | Wiesensalbei                                          | Lippenblütler (Lamiaceae)             |
| Salvia verticillata                    | Quirlblütiger Salbei                                  | Lippenblütler (Lamiaceae)             |
| Sanguisorba minor                      | Kleiner Wiesenknopf                                   | Rosengewächse (Rosaceae)              |
| Scabiosa canescens                     | Duft-Skabiose                                         | Geißblattgewächse (Caprifoliaceae)    |
| Scabiosa columbaria                    | Tauben-Skabiose                                       | Geißblattgewächse (Caprifoliaceae)    |
| Scorzonera purpurea                    | Rote Schwarzwurzel                                    | Korbblütler (Asteraceae)              |
| Selaginella helvetica                  | Schweizer Moosfarn                                    | Moosfarngewächse (Selaginellaceae)    |
| Seseli annuum                          | Steppenfenchel                                        | Doldenblütler (Apiaceae)              |
| Sesleria varia                         | Kalk-Blaugras                                         | Süßgräser (Poaceae)                   |
| Silene nutans                          | Nickendes Leimkraut                                   | Nelkengewächse (Caryophyllaceae)      |
| Silene vulgaris                        | Taubenkropf-Leimkraut                                 | Nelkengewächse (Caryophyllaceae)      |
| Sonchus arvensis                       | Acker-Gänsedistel                                     | Korbblütler (Asteraceae)              |
| Betonica officinalis                   | Echte Betonie (Heil-Ziest)                            | Lippenblütler (Lamiaceae)             |
| Taraxacum officinale agg.              | Gewöhnlicher Löwenzahn                                | Korbblütler (Asteraceae)              |
| Teucrium montanum                      | Berg-Gamander                                         | Lippenblütler (Lamiaceae)             |
| Thesium linophyllon                    | Mittleres Leinblatt                                   | Sandelholzgewächse (Santalaceae)      |
| Thymus praecox                         | Frühblühender Thymian                                 | Lippenblütler (Lamiaceae)             |
| Tragopogon minor                       | Wiesen-Bocksbart                                      | Korbblütler (Asteraceae)              |
| Trifolium dubium                       | Faden-Klee                                            | Hülsenfrüchtler (Fabaceae)            |
| Trifolium montanum                     | Berg-Klee                                             | Hülsenfrüchtler (Fabaceae)            |
| Trifolium pratense                     | Wiesen-Klee                                           | Hülsenfrüchtler (Fabaceae)            |
| Trifolium rubens                       | Purpurklee                                            | Hülsenfrüchtler (Fabaceae)            |
| Valeriana wallrothii                   | Schmalblättriger Arznei-Baldrian                      | Geißblattgewächse (Caprifoliaceae)    |
| Verbascum nigrum                       | Schwarze Königskerze                                  | Braunwurzgewächse (Scrophulariaceae)  |
| Veronica austriaca                     | Österreichischer Ehrenpreis                           | Wegerichgewächse (Plantaginaceae)     |
| Veronica spicata                       | Ähriger Ehrenpreis                                    | Wegerichgewächse (Plantaginaceae)     |
| Vicia sepium                           | Zaun-Wicke                                            | Hülsenfrüchtler (Fabaceae)            |
| Viola arenaria                         | Sand-Veilchen                                         | Veilchengewächse (Violaceae)          |
| Viola hirta                            | Raues Veilchen                                        | Veilchengewächse (Violaceae)          |
| Viola rupestris                        | Sand-Veilchen                                         | Veilchengewächse (Violaceae)          |

### Moose
Es konnten 34 Moosarten nachgewiesen werden, 17 akrokarpe und 14 pleurokarpe Laubmoosen und 3 Lebermoose, die nicht typisch für Kalkmagerrasen sind. Frullania tamarisci kommt in Vegetationslücken vor und Zweizähniges Kammkelchmoos (Lophocolea bidentata) in dichten Polstem pleurokarper Moose. In den feuchteren und stärker bewachsenen Schützenlöchern kommt das Gewöhnliche Kratzmoos (Radula complanata) vor.
| Wissenschaftlicher Name             | Deutscher Name                   | Familie          | Gefährdung    | Morphologische Großgruppe |
| ----------------------------------- | -------------------------------- | ---------------- | ------------- | ------------------------- |
| Plagiomnium affine                  | Gewöhnliches Sternmoos           | Mniaceae         |               | akrokarpe Moose           |
| Bryum caespititium                  |                                  |                  |               | akrokarpe Moose           |
| Weissia brachycarpa                 |                                  |                  | RLD V         | akrokarpe Moose           |
| Fissidens cristatus                 | Kamm-Spaltzahnmoos               | Fissidentaceae   | RLD V         | akrokarpe Moose           |
| Bryum argenteum                     | Silbermoos                       | Bryaceae         |               | akrokarpe Moose           |
| Dicranum polysetum                  | Gewelltblättriges Gabelzahnmoos  | Dicranaceae      |               | akrokarpe Moose           |
| Rhodobryum cf. ontariense           | Fels-Rosenmoos                   | Bryaceae         |               | akrokarpe Moose           |
| Ceratodon purpureus                 | Purpurstieliges Hornzahnmoos     | Ditrichaceae     |               | akrokarpe Moose           |
| Tortella inclinata                  | Geneigtes Spiralzahnmoos         | Pottiaceae       | RLD V         | akrokarpe Moose           |
| Tortella tortuosa                   | Gekräuseltes Spiralzahnmoos      | Pottiaceae       | RLD V         | akrokarpe Moose           |
| Ditrichum flexicaule                | Verbogenstieliges Doppelhaarmoos | Ditrichaceae     | RLD V         | akrokarpe Moose           |
| Encalypta streptocarpa              | Gedrehtfrüchtiges Glockenhutmoos | Encalyptaceae    |               | akrokarpe Moose           |
| Grimmia pulvinata                   | Polster-Kissenmoos               | Grimmiaceae      |               | akrokarpe Moose           |
| Schistidium apocarpum               | Verstecktkapseliges Spalthütchen | Grimmiaceae      |               | akrokarpe Moose           |
| Polytrichum juniperinum             | Wacholder-Widertonmoos           | Polytrichaceae   |               | akrokarpe Moose           |
| Tortula ruralis sensu stricto       | Dach-Drehzahnmoos                | Pottiaceae       |               | akrokarpe Moose           |
| Barbula unguiculata                 | Gespitztblättriges Bärtchenmoos  | Pottiaceae       |               | akrokarpe Moose           |
| Rhytidiadelphus triquetrus          | Großes Kranzmoos                 | Hylocomiaceae    | RLD V         | pleurokarpe Moose         |
| Thuidium abietinum                  |                                  |                  |               | pleurokarpe Moose         |
| Rhytidium rugosum                   | Runzelmoos                       | Rhytidiaceae     | RLD 3         | pleurokarpe Moose         |
| Homalothecium lutescens             | Gelbliches Seidenmoos            | Brachytheciaceae |               | pleurokarpe Moose         |
| Entodon concinnus                   |                                  | Entodontaceae    | RLD V         | pleurokarpe Moose         |
| Hylocomium splendens                | Etagenmoos                       | Hylocomiaceae    | RLD V         | pleurokarpe Moose         |
| Campylium chrysophyllum             | Echtes Goldschlafmoos            | Amblystegiaceae  | RLD V         | pleurokarpe Moose         |
| Hypnum cupressiforme var. lacunosum | Zypressenschlafmoos              | Hypnaceae        |               | pleurokarpe Moose         |
| Rhytidiadelphus squarrosus          |                                  | Hylocomiaceae    |               | pleurokarpe Moose         |
| Thuidium philibertii                | Haarspitzen-Thujamoos            | Thuidiaceae      | RLD V         | pleurokarpe Moose         |
| Brachythecium rutabulum             | Gemeines Kurzbüchsenmoos         | Brachytheciaceae |               | pleurokarpe Moose         |
| Scleropodium purum                  | Gemeines Grünstängelmoos         | Brachytheciaceae |               | pleurokarpe Moose         |
| Brachythecium albicans              | Weißes Kurzbüchsenmoos           | Brachytheciaceae |               | pleurokarpe Moose         |
| Pleurozium schreberi                | Rotstängelmoos                   | Hylocomiaceae    |               | pleurokarpe Moose         |
| Lophocolea bidentata                | Zweizähniges Kammkelchmoos       | Geocalycaceae    | RLD 3, RLBy 3 | Lebermoose                |
| Frullania tamarisci                 |                                  | Jubulaceae       |               | Lebermoose                |
| Radula complanata                   | Gewöhnliches Kratzmoos           | Radulaceae       | RLD 3, RLBy 3 | Lebermoose                |

Angaben zur Gefährdung nach Rote Liste der Moose Bayerns von 1996 und Rote Liste der Moose Deutschlands von 1996.

### Flechten
Insgesamt konnten 40 Flechtenarten nachgewiesen werden. Beispielsweise die Gabel-Säulenflechte (Cladonia furcata), die in allen Bereichen der Garchinger Heide zu finden ist.
Auf abgestorbenen Moospolstern und Feinerde kommen außerdem einige besonders schützenswerte Vertreter und Rote-Liste-Listen-Arten der Bunten Erdflechtengesellschaft vor: die schwarze Bacidia bagliettoana, die bläuliche Toninia sedifolia, die schwarze Catapyrenium squamulosum und die rote Psora decipiens.
| Wissenschaftlicher Name                | Deutscher Name          | Familie         | Wuchsform         | Gefährdung / Anmerkungen |
| -------------------------------------- | ----------------------- | --------------- | ----------------- | ------------------------ |
| Cladonia furcata subsp. furcata        |                         | Cladoniaceae    | Strauchflechten   |                          |
| Cladonia furcata subsp. subrangiformis |                         | Cladoniaceae    | Strauchflechten   | RLD 3                    |
| Cladonia pyxidata subsp. pocillum      | Echte Becherflechte     | Cladoniaceae    | Strauchflechten   |                          |
| Cladonia symphycarpa                   |                         | Cladoniaceae    | Strauchflechten   | RLD 3                    |
| Cladonia rangiformis                   |                         |                 | Strauchflechten   | RLD 3                    |
| Physcia adscendens                     | Helm-Schwielenflechte   | Physciaceae     | Laubflechten      |                          |
| Xanthoria parietina                    | Gewöhnliche Gelbflechte | Teloschistaceae | Laubflechten      |                          |
| Phaeophyscia nigricans                 |                         |                 | Laubflechten      |                          |
| Xanthoria elegans                      | Zierliche Gelbflechte   | Teloschistaceae | Laubflechten      |                          |
| Cetraria islandica                     | Isländisches Moos       | Parmeliaceae    | Laubflechten      | RLD 3                    |
| Peltigera rufescens                    |                         |                 | Laubflechten      | RLD 3                    |
| Phaeophyscia orbicularis               |                         | Physciaceae     | Laubflechten      |                          |
| Evernia prunastri                      | Eichenmoos              | Parmeliaceae    | Laubflechten      | außerhalb des NSG        |
| Physcia tenella                        |                         | Physciaceae     | Laubflechten      | RLD 3, außerhalb des NSG |
| Verrucaria nigrescens                  |                         |                 | Krustenflechten   |                          |
| Candelariella vitellina                |                         |                 | Krustenflechten   |                          |
| Sarcogyne regularis                    |                         |                 | Krustenflechten   |                          |
| Verrucaria muralis                     |                         |                 | Krustenflechten   |                          |
| Verrucaria dolosa                      |                         |                 | Krustenflechten   |                          |
| Lecania erysibe                        |                         |                 | Krustenflechten   |                          |
| Lecidella stigmatea                    |                         |                 | Krustenflechten   |                          |
| Aspicilia moenium                      |                         |                 | Krustenflechten   |                          |
| Caloplaca holocarpa                    |                         |                 | Krustenflechten   |                          |
| Lecanora muralis                       | Mauerflechte            | Lecanoraceae    | Krustenflechten   |                          |
| Lecanora dispersa                      |                         | Lecanoraceae    | Krustenflechten   |                          |
| Acarospora fuscata                     |                         |                 | Krustenflechten   |                          |
| Lecidella carpathica                   |                         |                 | Krustenflechten   |                          |
| Protoblastenia rupestris               |                         |                 | Krustenflechten   |                          |
| Trapelia placodioides                  |                         |                 | Krustenflechten   |                          |
| Rhizocarpon geographicum               | Landkartenflechte       | Rhizocarpaceae  | Krustenflechten   | außerhalb des NSG        |
| Caloplaca decipiens                    |                         |                 | Krustenflechten   | außerhalb des NSG        |
| Acarospora cervina                     |                         |                 | Krustenflechten   | RLD 3, außerhalb des NSG |
| Aspicilia contorta                     |                         |                 | Krustenflechten   |                          |
| Verrucaria murorum                     |                         |                 | Krustenflechten   |                          |
| Collema limosa                         |                         |                 | Blaualgenflechten | RLD 3                    |
| Collema tenax                          |                         |                 | Blaualgenflechten |                          |
| Bacidia bagliettoana                   |                         |                 | Erdflechten       | RLD 3                    |
| Catapyrenium squamulosum               |                         |                 | Erdflechten       | RLD 3                    |
| Psora decipiens                        |                         | Psoraceae       | Erdflechten       | RLD 2                    |
| Tonninia sedifolia                     |                         |                 | Erdflechten       | RLD 3                    |

Angaben zur Gefährdung nach Rote Liste der Flechten Deutschlands von 1996.

## Fauna
Zur Fauna der Garchinger Heide gehörte der erst 1984 von Herrmann Daffner beschriebene und hier entdeckte Palpenkäfer (Pselaphidae) Tychobythinus bavaricus, der mittlerweile als ausgestorben gilt. Daneben wurden noch die Ameisenkäfer (Scydmaenidae) Cyinindis angularis und Neuraphes angulatus, der Raubplattkäfer (Silvanidae) Airaphilus elongatus und die Palpenkäfer Bryaxis femoratus und Amauronyx maerkeli nachgewiesen. Die ehemals hier nachgewiesene Heideschrecke (Gampsocleis glabra) gilt als ausgestorben.

## Pflege

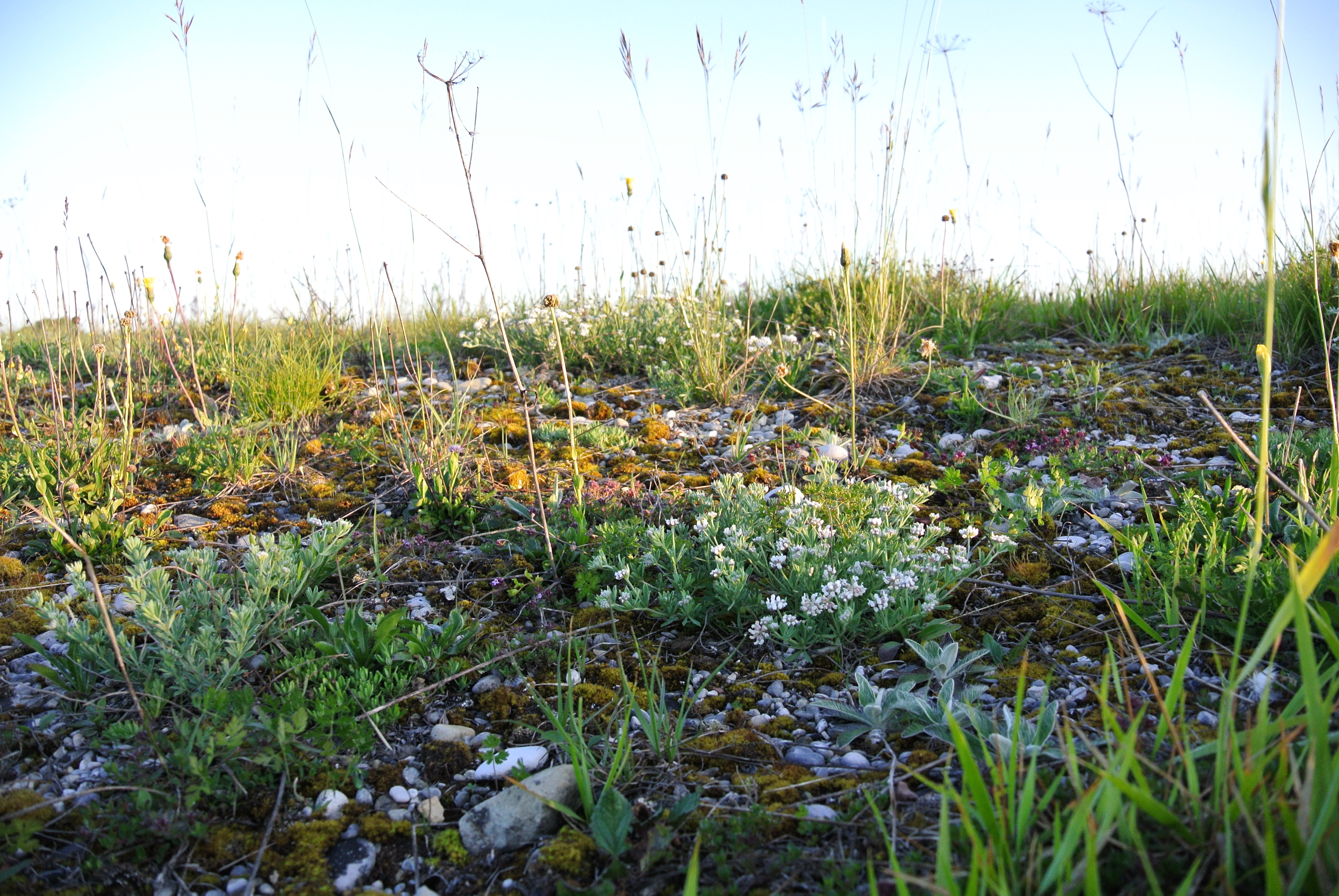
Lückige Trockenvegetation in der Garchinger Heide mit blühendem Seiden-Backenklee (Lotus germanicus)

Als Pflegenutzung wird im Naturschutzgebiet „Garchinger Heide“ eine Streifenmahd durchgeführt. Dabei wird die Zentralfläche in Streifen von ca. 40 m Breite eingeteilt, die bis 1998 jährlich alternierend im Oktober gemäht wurden, seit 1999 wird für die Mähgutübertragung früher (Ende Juli bis September) gemäht. Für jeden einzelnen Streifen entsprach dies einer Mahd im zweijährigen Turnus. Die Streifenmahd soll die Verbuschung verhindern und im ungemähten Streifen Kleintieren das Überwintern ermöglichen.
Um der Verfilzung der Vegetation und der Zunahme der Streuschicht entgegenzuwirken, wurde seit 2004 der „Bracheanteil“ reduziert, so dass nun jährlich wechselnd jeweils drei Streifen gemäht werden und nur der vierte Streifen „brach“ liegt. Die Randbereiche und der ehemalige Acker werden jährlich Ende Juli/Anfang August gemäht.

## Schutzgebietsvernetzung und Erweiterung
Das Arten- und Biotopschutzprogramm des Landkreises Freising und der Heideentwicklungsplan der benachbarten Landkreise streben an, eine Biotopvernetzung zu den benachbarten Schutzgebieten Echinger Lohe, Mallertshofer Holz mit Heiden und den Isarauen herzustellen. Dazu wurden im Rahmen eines Erprobungs- und Entwicklungsvorhabens (E+E) von 1992 bis 1998 landwirtschaftlich genutzten Flächen angekauft oder gepachtet und die humusreichen Erdschichten abgetragen. Die insgesamt 62 ha für die Heideentwicklung setzen sich aus 30 ha Grunderwerb, 5,5 ha Gemeindeflächen und 27 ha langfristige Pacht von „Kirchengrund“ zusammen. Auf den ausgemagerten Böden wurde Mähgut aus dem Kerngebiet mit den darin enthaltenen Samen ausgebracht. Auf diesen Kiesstandorten für besonders trockenheitsliebende Arten wurden dadurch bis zu 80 Heidearten angesiedelt. Von 1992 bis 2002 wurden wissenschaftliche Untersuchungen durch die TU München durchgeführt. Als Ergebnis konnten 68 Zielarten, darunter 12 Rote-Liste-Arten, angesiedelt werden, wie die Finger-Kuhschelle (Pulsatilla patens) auf 10 ha.
Um die Heide gibt es eine Pufferzone extensiv genutzter Wiesen, um den Nährstoffeintrag von außen zu verringern. Die Kosten von über 2,7 Millionen Euro trugen das Bundesamt für Naturschutz, der Bayerische Naturschutzfonds und der Heideflächenverein Münchener Norden. Über die Autobahn A9 wurde eine Brücke errichtet, die wandernden Tierarten den Übergang zwischen der Garchinger Heide und der Echinger Lohe östlich und des Mallertshofer Holz westlich der Autobahn ermöglicht. Über diese werden auch die Schafe getrieben, die zur Biotoppflege in der Heidelandschaft eingesetzt werden.